# Kanga (genre)
Kanga of Kangga, is een verzamelterm in Suriname voor kinderspelen van Afrikaanse afkomst.
De spelen werden 's nachts bij volle maan uitgevoerd, waarbij de kinderen op de maat van de muziek ritmische bewegingen nabootsten. Bij de spelen horen een of meer liedjes in een 4/4- of 12/8-maat. De muzikale begeleiding bestaat uit het klappen met de handen met daar eventueel nog een paar trommels aan toegevoegd.